# Torfbahn Wassiljewski Moch
| Torfbahn Wassiljewski Moch | Torfbahn Wassiljewski Moch                |
| -------------------------- | ----------------------------------------- |
| Streckenlänge:             | Früher (1980): 150 km Heute (2000): 50 km |
| Spurweite:                 | 750 mm (Schmalspur)                       |
|                            |                                           |

Die Torfbahn Wassiljewski Moch (russisch Узкоколейная железная дорога Васильевского торфопредприятия, transkribiert Uskokoleinaja schelesnaja doroga Wassiljewskowo torfopredprijatija, transliteriert Uzkokolejnaâ železnaâ doroga Vasil’evskogo torfopredpriâtiâ) ist eine heute noch 50 km lange Schmalspurbahn bei der Siedlung Wassiljewski Moch (russisch Васильевский Мох) in der Oblast Twer in Russland.

## Geschichte
Seit 1927 wurde bei Wassiljewski Moch Torf abgebaut. 1936 wurde das Dorf von Kalinin aus, das heute Twer heißt, durch eine Breitspur-Eisenbahn erschlossen und fast zur gleichen Zeit wurde auf der anderen Seite des Dorfes die Schmalspurbahn gebaut. Nach der vorübergehenden Einstellung Torfabbaus im letzten Quartal 1941 während des Zweiten Weltkriegs wurde der Torfabbau nach der Befreiung des Bezirks Kalinin von der Besetzung durch deutsche Truppen wieder aufgenommen.
1947 wurde ein technisches Projekt für den Wiederaufbau und Ausbau des Torfabbaus bei Wassilewski Moch begonnen, das eine Vervielfachung der Torf-Produktionsmenge unter anderem durch den Bau neuer Abschnitte der Schmalspurbahn zum Ziel hatte. Seit den 1980er Jahren wurde die Bahnlinie vom Unternehmen für industriellen Eisenbahnverkehr beim Dorf Wassiljewski Moch (russisch Васильевское предприятие промышленного железнодорожного транспорта (ВППЖТ)) betrieben.

## Heutiger Zustand
Das Unternehmen für industriellen Eisenbahnverkehr beim Dorf Wassiljewski Moch war bis 2002 aktiv. Dann wurde das Volumen der Torf-Produktion mehrmals drastisch reduziert und der Eisenbahnbetrieb auf dem Abschnitt Orshino—Romanovo—Neu Orscha (russisch Оршино—Романово—Новая Орша) eingestellt. Seit 2005 sind die meisten der Linien nicht mehr in Betrieb. Seit Oktober 2012 gibt es nur noch auf Teilstrecken Eisenbahnbetrieb und andere Streckenabschnitte wurden seit 2014 abgebaut, damit der Bahndamm als Straße verwendet werden kann.

## Schienenfahrzeuge

### Lokomotiven
- Diesellok der SŽD-Baureihe ТУ4 — № 1736
- Diesel-Triebwagen der SŽD-Baureihe ТУ6П — № 0016
- Diesellok der SŽD-Baureihe ТУ7А — № 1827, 2710
- Diesellok der SŽD-Baureihe ЭСУ2А — № 139, 908, 947
- Draisine der SŽD-Baureihe ПД-1 — № 843

### Güter- und Personenwagen
Es gibt mehrere Torfloren, offene und geschlossene Güterwagen, Personenwagen, Feuerlösch-Tankwagen, Schüttgutwagen für den Schottertransport beim Gleisbau sowie Schmalspur-Schneepflüge, einen Gleisbaukran (ППР2МА) und einen Diesel-Elektro-Kran (КЖУ-0 — № 9).